# 스티키몬스터랩
스티키몬스터랩 (SML)2007년을 시작으로 그래픽,제품,영상 디자인 등 다양한 창작 활동을 하고 있는 아티스틱 브랜드이다.
 
2022년 종합 콘텐츠 회사 블리츠웨이와 합병하며 브랜드의 입지를 확장하였다.

## 역사
2007년 'The Runners' (animation short film)를 시작으로 장르의 경계가 없는 작업 방식을 통해 'Monsters'의 세계관을 확장하였다. 이를 바탕으로 글로벌 브랜드들과의 협업뿐 아니라 한국, 대만, 홍콩 등 국내/외에서 성공적인 전시를 진행했다. 특히 국내 코스닥 상장 종합 콘텐츠 회사인 블리츠웨이와 합병 후, 2023년 첫 프로젝트인 “글로벌 전시 투어” <STILL LIFE>를 오픈하며 한국을 시작으로 홍콩,대만,중국 등 다양한 국가에서의 전시 투어를 통해 글로벌한 아티스틱 브랜드로서 활발하게 활동을 이어 나가고 있다.  

## SML 세계관
Monster
 
'Monsters'는 무표정한 얼굴을 하고 있다. 'Monster'들의 표정 없는 얼굴이 역설적으로 다양한 감정을 전달 할 수 있는 매개체가 될 수 있다는걸 암시한다. 이와 같은 표현 방식의 확장으로 'Monsters'의 주된 캐릭터성은 관조적이고 복합적인 성격을 띠며 스티키몬스터랩 작업 전반에 걸쳐서 직·간접적으로 적용된다.

Magnox / M-city (Monster City)

'Monsters'는 'Eggmon'을 주축 으로 만들어진 매그녹스 공화국 (Republic of Magnox)의  국민들이다. 매그녹스 공화국 은 'Monsters'들의 우주 자치권을 보호하고 소득의 공정한 분배와 자유권적 기본권을 바탕으로 설립되었다. 하지만 수차례에 걸친 'Eggmon'의 연임으로 공화국 설립 당시의 새로운 이념과 통치 철학은 퇴색되어 갔고 독단적인 지배계급과  피지배계급  간의 갈등이 깊어지며 전체적인  사회문제로 대두되기 시작한다. 이와 같은 매그녹스 공화국의 내부 분열로 인해 위기감이 고조되어 갈때쯤 때마침 벌어진 우주전쟁으로 몬스터들이 살고 있던 혹성이 폭발하게 되고 몬스터들은 여러개의 콜로니 우주선으로 나뉘어 탈출한다. 대부분의 콜로니 우주선들은 얼마가지 못해 식량난과 콜로니 우주선의 에너지 문제를 겪으면서 좌초되거나 우주식민선으로 전락하지만 'Eggmon'은 콜로니 우주선 중 하나인 'Magnox' 호에서 위기를 극복하고 새로운 도시를 세운다. 'Eggmon'은 이 도시의 이름을  'M-city(Monster City)'로  명명한다.        

## 대표 캐릭터
- L SERIES – KE 색상별 4종
- SML SERIES – S01~S10
- B SERIES – B01~B04

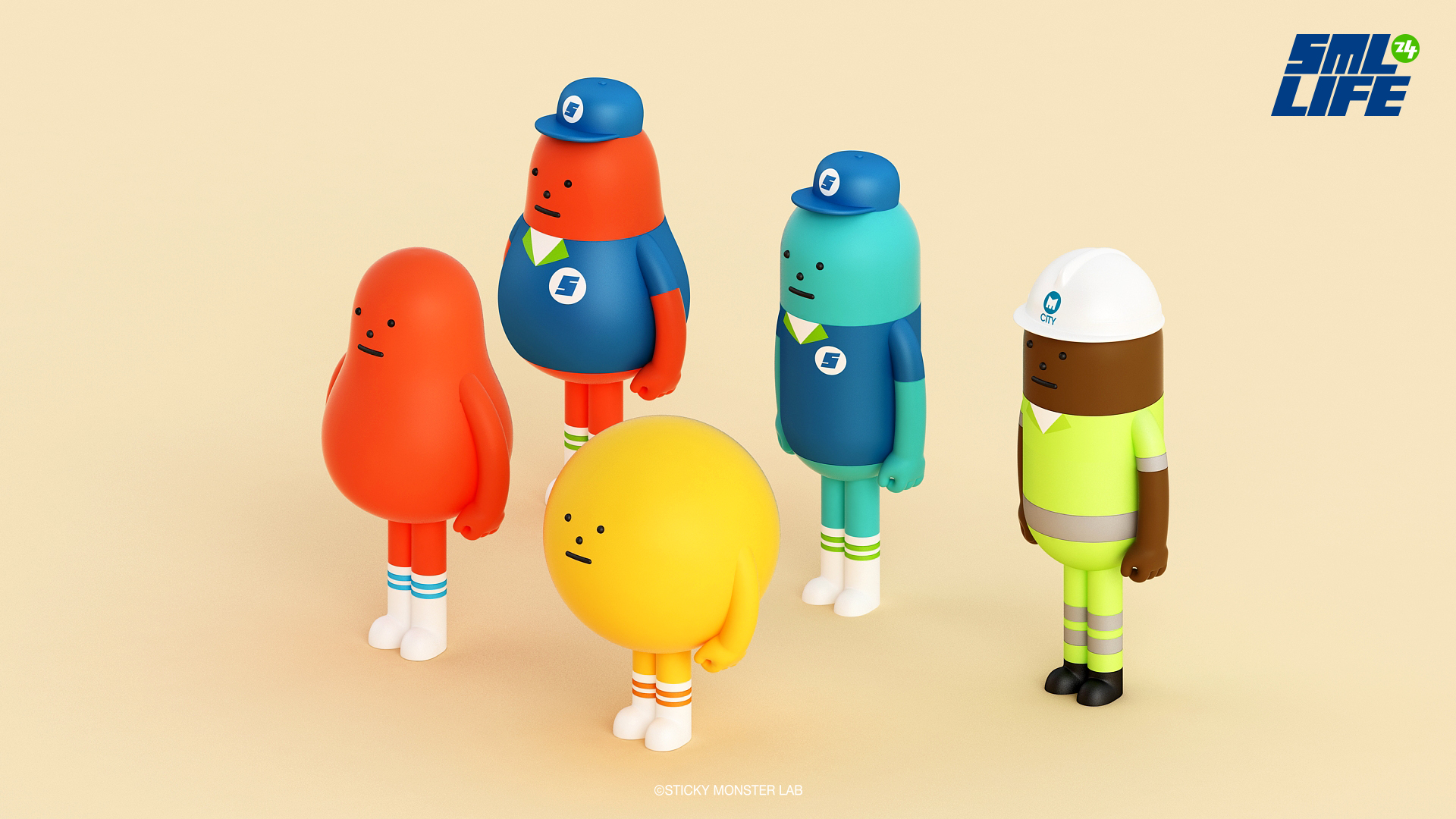
Sticky * Monster Lab (SML) 대표 캐릭터

- MONSTER SERIES – M01~M06

## 애니메이션
- 2007년 Nike Collaboration The Runners
- 2008년 Cartoon Network Collaboration 120% Cartoon Network ver.dir
- 2008년 The Monsters The Monsters
- 2008년 360 SOUNDS Collaboration 360 Stadium “HELLO 2009″
- 2009년 IDN Collaboration IDN: STICKY MONSTER LAB interview
- 2009년 검정치마 Collaboration The Father (검정치마의 201의 타이틀 곡 dientes의 뮤직비디오
- 2009년 Seoul Square Collaboration Happy New Year 2010
- 2010년 Nike Collaboration NIKE SPORTSWEAR
- 2010년 IDN Collaboration IDN100 Sticky Monster Lab
- 2010년 CJ ONE Collaboration CJ ONE
- 2011년 PRAIN MOVIE Collaboration 50/50 DVD
- 2011년 The Loner The Loner
- 2012년 Bean Pole Collaboration SML x BP[깨진 링크(과거 내용 찾기)]
- 2013년 MTV Collaboration MTV Underdog
- 2013년 Belif Collaboration Belif Wonderland

## 전시
- 2008 1st exhibition THE MONSTERS, DAILY PROJECTS
- 2009 Tokyo International Anime Fair 2009 도쿄 빅 사이트, Japan
- 2009 미술관 봄나들이 미술관 습격사건 서울 시립 미술관, Korea
- 2009 Post toytopia: STICKY MONSTER LAB KT&G 상상마당, Korea
- 2009 Nike Superrunner Monsters, Korea
- 2010 NIKE ENERGY SPACE,Platoon Kunsthalle
- 2011 03 by sticky monster lab, Korea
- 2011  SWBK X STICKY MONSTER LAB, Gallery Sun Contemporary
- 2012 PP by SML, 공공장소
- 2012  Public Fair No.1, Honkong
- 2012-2013 Sticky Monster Lab, Suitman, Hitozuki, Cody Hudson, 공공장소
- 2012 My Friend, My Hero / Art-Toy Collection, 롯데갤러리 청량리점
- 2023 Still Life, 그라운드시소, Korea

## 콜라보레이션
- Nike / 2007년 / 애니메이션 <The Runners>
- Cartoon Network / 2008년 / 애니메이션<120% Cartoon Network ver.dir>
- / 2016년 / 콜라보 피규어 제작
- 360 Sounds / 2008년 / 애니메이션<360 Stadium “HELLO 2009″>, 콜라보 티셔츠 제작, 전시(2008년 12월 31일, 잠실 롯데호텔)
- / 2014년 / 콜라보 그래픽 티셔츠 제작
- Nike Sportswear / 2010년 / 애니메이션, 콜라보 티셔츠<NSW+FB GRAPHIC TEE>제작,
- / 2011년 / ‘Always On’ 캠페인 런칭 기념 축구선수 기성용 한정판 그래픽 티셔츠 제작
- me2day / 2010년 / 스티커세트 제작
- belif / 2010년 / 애니메이션 <belif>,<belif The true anti-aging essence>,<belif Hungarian water essence>,<belif The true cream - moisturizing bomb, aqua bomb>
- / 2013년 / 애니메이션 <belif wonderland>
- IdN / 2010년 / 애니메이션<IdN 100th Issue>
- CJ / 2010년 / CJ ONE Lifestyle membership 카드 홍보용 애니메이션<CJ ONE ep.01>,<CJ ONE ep.02>,<CJ ONE ep.03>,<CJ ONE ep.04>, 피규어 및 디자인 카드, 파우치, 에코백, 티셔츠 등 상품 제작
- Kinki Robot / 2011년 / Kinki Robot Shop 그래픽 제작
- SWBK / 2011년 / 상품제작, 전시
- PRAIN MOVIE / 2011년 / 애니메이션<50/50(Korea)>
- 비트볼 뮤직 / 2011년 / ‘The Loner’ compilation album 제작
- / 2012년 / The Pains of Being Pure at Heart 내한 공연 기념 포스터 제작
- INCASE / 2011년 / 홍보용 애니메이션, iPhone 4S & iPhone 4 휴대폰 케이스 제작
- BEAN POLE / 2012년 / 홍보용 애니메이션, 콜라보 티셔츠 제작
- 한국닛산 / 2012년 / 골드 컬러의 컨셉카 1종과 실제 판매되는 6가지 종류의 데칼인 콜라보레이션 큐브(Collaboration CUBE) 전시 및 ‘콜라보레이션 큐브 몬스터 투어(Collaboration CUBE Monster Tour)’(6/12~ 8/31) 진행
- Save the Children / 2012년 / 캐릭터 및 포스터 디자인
- Bravado / 2013년 / The Rolling Stones 콜라보 ‘Rolling Monsters’ 후드티 2종 및 티셔츠 2종 제작
- Lotte / 2013년 / 롯데몰 김포공항 지점의 계절별 그래픽과 관련 조형물의 디자인 감수
- / 2016년 / 롯데시네마 디자인 팝콘통 및 음료수 통 제작
- / 2016년 / 롯데카드 콜라보 캐릭터 로카랩 및 디자인 카드 제작
- THE CREATOS PROJECT / 2013년 / 3D 몬스터 피규어 제작 페이스북 앱 ‘Monster Me’ 제작
- FUJIFLIM / 2013년 / INSTAX MINI 8 디자인 제품 제작
- HYUNDAI MOTOR COMPANY / 2013년 / PYL 그래픽 디자인
- Cafri / 2013년 / cafri 디자인 병맥주 제작
- GRAND MINT FESTIVAL / 2013년 / GMF 2013 포스터 및 뱃지 제작
- / 2014년 / GMF 2014 포스터, 뱃지 및 코스터 제작
- grafik:plastic / 2013년 / 디자인 안경 및 피규어 제작
- BARISTA / 2014년 / BARISTA 스페셜 아티스트 패키지 제작
- REEBOK INSTAPUMP FURY / 2014년 / 콜라보 피규어 제작
- MICROSOFT / 2014년 / MS SURFACE 2 제작
- ART TOY CULTURE / 2014년 / 포스터 제작 및 참여
- SAMSUNG / 2014년 / Samsung Inverter Dehumidifier 제작
- / 2014년 / GALAXY ALPHA 콜라보 피규어 제작
- / 2016년 / 삼성전자 세리프 TV zflrxj 디자인 및 피규어 제작
- KOLONSPORT / 2014년 / 디자인 텐트 및 의자 제작
- ANTENNA SHOP / 2014년 / 피규어, 공책, 다이어리, 볼펜, 달력 등 디자인 상품 제작
- 스무디킹 / 2014년 / 애니메이션<THE SMOOTHIE HEROES>, <SMOOTHIE HEROES 'SQUEEZE TEA'>,<X-TREME WHITE WITH SANTAMON>, ‘스무디 히어로즈’ 피규어5종 및 포스터 스티커 세트 제작
- 엠리밋 / 2015년 / 캐릭터 라이트 재킷 제작
- TOMS / 2015년 / 기본 클래식 라인과 유니버시티 신발에서 영감을 받은 캐릭터 상품 제작
- LIFUL MINIMAL GARMENTS / 2015년 / “10 주년 피날레展” 프로젝트 전시회에 피규어, 쿠션 등 제품 전시
- 아리따움 / 2015년 / 쿠션, 아이섀도우 팔레트, 향수 등 콜라보 제품 제작
- 처음처럼 / 2015년 / 애니메이션, 피규어 및 디자인 병 소주 제작
- xinghui creations / 2015년 / 스티키몬스터랩 손오공 피규어 제작
- High Sierra (하이시에라) / 2016년 / 콜라보레이션 백팩 5종 제작
- 펜두카 / 2016년 / 디자인 파우치 및 에코백 제작
- Elevenplus / 2016년 / 디자인 보틀 제작
- 교보문고X펭귄클래식 / 2016년 / 교보문고 19주년 한정판 리커버 에디션 제작
- 무한도전 / 2016년 / 무한도전 캐릭터 인형 및 피규어 제작
- 티머니 / 2016년 / 콜라보 티머니 교통카드 제작
- 감성시장 / 2016년 / 하루견과 및 피규어 ‘몬스터넛츠’ 제작
- 이니스프리 / 2017년 / 스티키몬스터랩 LED 탁상시계 제작
- 크리오 / 2017년 / 디자인 칫솔 제작
- 프리메라 / 2017년 / 콜라보레이션 쿠션 제작
- socks appeal / 2017년 / 디자인 양말 제작
- GS리테일 / 2017년 / 유어스 스티키몬스터랩 음료 7종 제작
- 티머니 / 2017년 / 콜라보 티머니 교통카드 제작
- 롯데뮤지엄 /2019년 / To the Moon Snoopy Exhibition
- BTS /2019년 /The Most Beautiful Moment in Life
- 테바 /2020년 / SML x TEVA
- 현대 /2020년/ Hyundai IONIQ: LOGGEST RUN
- 블리츠웨이 / 2021년 / SML WARS SS001 SPACECRAFT RUN
- 메종 마르지엘라 / 2023년 / Maison Margiela x SML
- 앱솔루트 / 2023년 / ABSOLUT Ground mix with SML

## 수상
- 2015 Korea Advertising Awards Silver <Samsung Inverter Dehumidifier>, Korea
- 2014 GOLD AWARD for ART DIRECTION & DESIGN at Promax|BDA Design Global. Excellance, USA
- 2013 Korea Advertising Awards Gold <No War Boy> ,Korea
- 2012 Fubiz Awards Grand Prix Award in Animation Division, France
- 2011 The Creators Project 2011 Best Animation Award, USA

## 같이 보기
- 블리츠웨이스튜디오